# 滚球绿地
滚球绿地（英语：Bowling Green）是美国纽约市曼哈顿金融区的一个小型公园，在百老汇的南端，靠近炮台公园，毗邻新阿姆斯特丹荷兰堡垒遗址。它建于1733年，最初包括一个草地滚球场地，是纽约市最古老的公园，由18世纪原始的围墙包围。标志性的“华尔街铜牛 ”雕塑在它的北端。
滚球绿地围栏和公园已被列入美国国家史迹名录。

## 概述

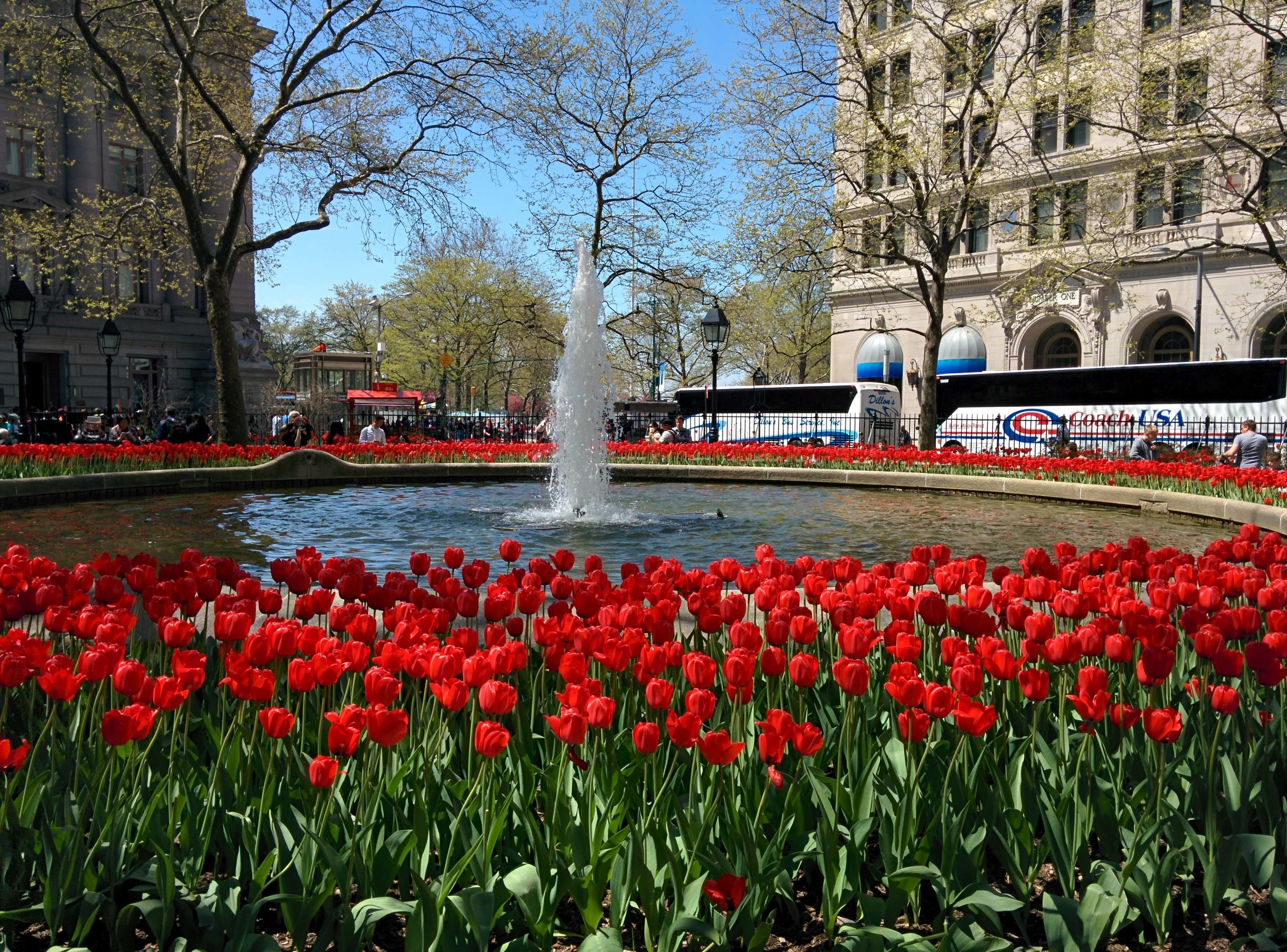
滚球绿地和喷泉（摄于2014年春天）

滚球绿地由宽街（Broadway，一译百老汇街）和白厅街（Whitehall Street）合围而成，外形状若水滴。绿地外安置有一圈围栏，绿地内部主要由草坪和喷水池组成。这片带有长椅的开阔空间深受曼哈顿金融城白领喜爱，是最受欢迎的午餐地点之一。
绿地广场的南端是亚历山大·汉密尔顿（Alexander Hamilton）海关大楼的正门。海关大楼目前是史密森学会国家印第安人博物馆（National Museum of the American Indian, Smithsonian Institute）下属的乔治·古斯塔夫·海伊中心（George Gustav Heye Center）和纽约南区（即曼哈顿区）破产法庭所在地。公园南部原本有一条与之同名的街道，但由于地铁站出口的修建而被移除。街道所在处今日已经被鹅卵石覆盖。纽约地铁4、5号线在绿地南端的出口建于1905年，是纽约最古老的地铁设备之一。

## 历史

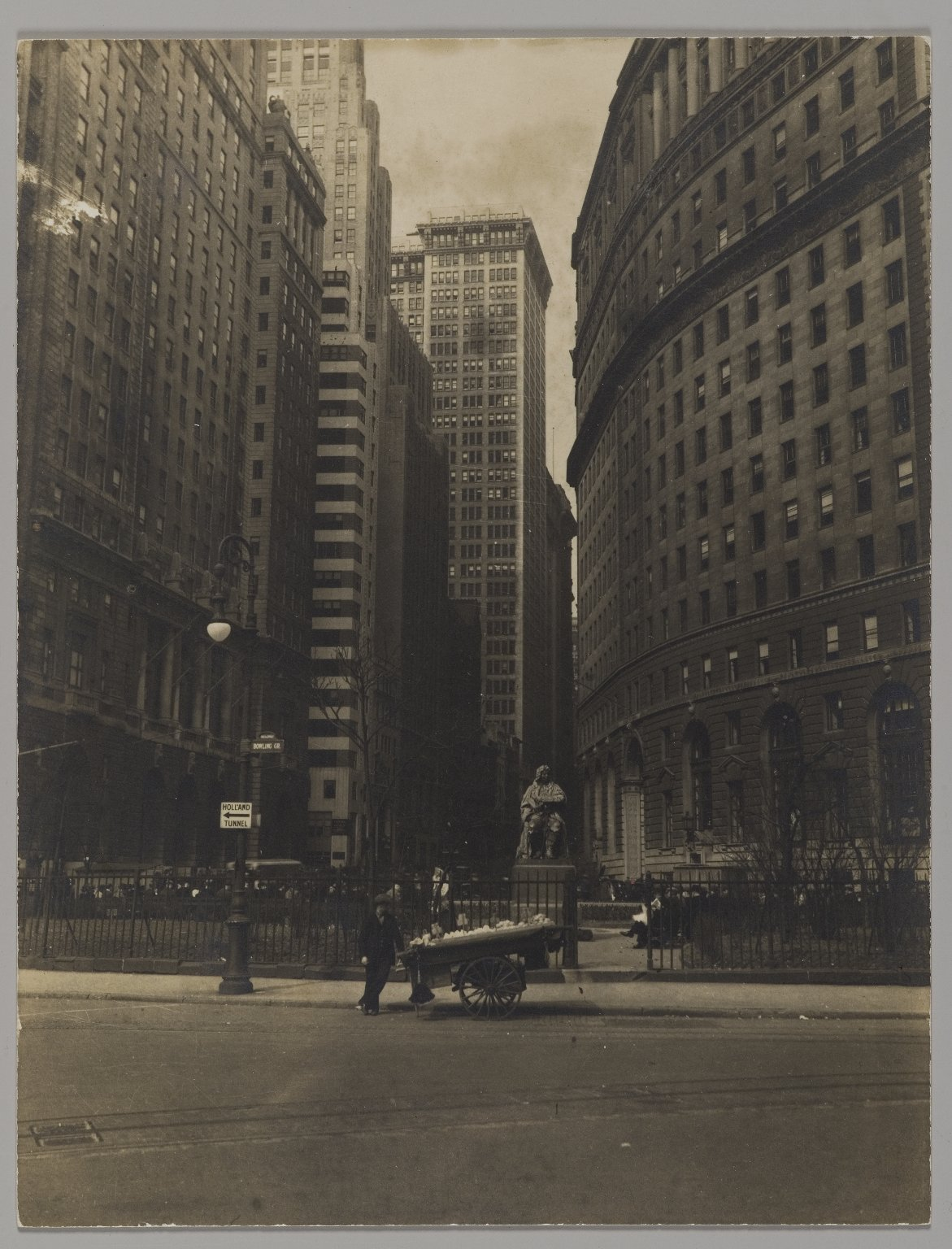
孔苏洛·卡纳加（1894-1978）所拍摄的20世纪初的滚球绿地（藏于布鲁克林博物馆中）

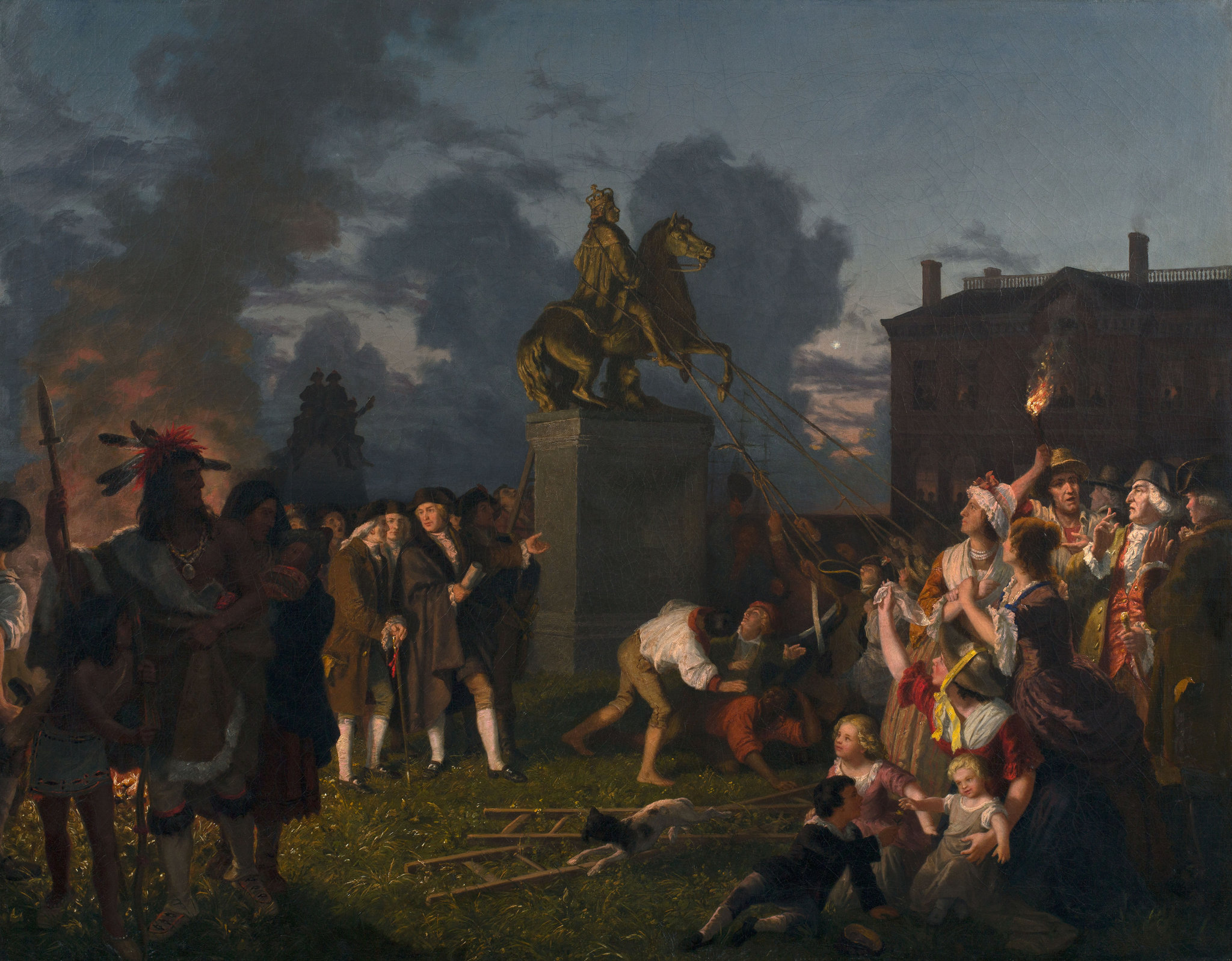
约翰·厄特尔1859年的绘画中，乔治三世的骑马铜像被民众推倒，然而画中存在一定的历史错误（例如人物服饰均为19世纪、不应出现的印第安人等）

### 殖民时代
公园自荷兰殖民时代以来长期一直是城市活动的中心，1638年和1647年之间作为牛市场以及阅兵场地。1675年，市议会指定“城堡前地”（古英语：plaine afore the forte）为一年一度的谷物，牛和其他产品市场。1677年，在滚球绿地附近的新阿姆斯特丹堡前面挖掘了该市的第一口公共水井。1733年，市议会以象征性租金的形式向附近的三位豪绅借出阅兵场的一部分，以此开辟一个可供市民休憩和娱乐的公园。"滚球绿地"后来成为计划的一部分。绿地周围的街道直到1744年才铺上鹅卵石。
1770年8月21日，为庆祝英法七年战争胜利，英国政府在此架设了4000磅（约1800公斤）的国王乔治三世的骑马雕像，国王穿着马可·奥勒留骑马像风格的古罗马服装。由著名的伦敦雕塑家约瑟夫·威尔顿（Joseph Wilton）设计。威尔顿1766年便受命塑造这尊乔治王雕像，以及另外一尊首相威廉·皮特的塑像。随着北美殖民地与母国的关系在1770年后迅速恶化，雕像成为抗议的目标，1773年，该市通过了一系列法案阻止破坏行为，并沿公园的周边修建了铸铁围栏。这些围栏被保存至今。
1776年7月9日，自由之子在纽约市政厅现址向乔治·华盛顿的军队宣读美国独立宣言后，沿宽街冲到滚球绿地，命令黑奴推翻了国王乔治三世的雕像。护栏上的铸铁王冠顶被锯掉，锯痕今天仍然可见。根据民间传说，雕像被切碎，运往康涅狄格州的一个铸造厂，在奥利弗·沃尔科特（Oliver Wolcott）指挥下，制造成42088颗子弹。雕像的残片保存在纽约历史学会、纽约市博物馆以及康涅狄格州（估计总共260至270磅）。
不少作品均记录了这次事件。其中最为著名的是威廉·沃考特（William Walcutt）和约翰·厄特尔（Johannes Oertel）两人的画作（分别绘于1854年和1859年）。

### 独立战争后

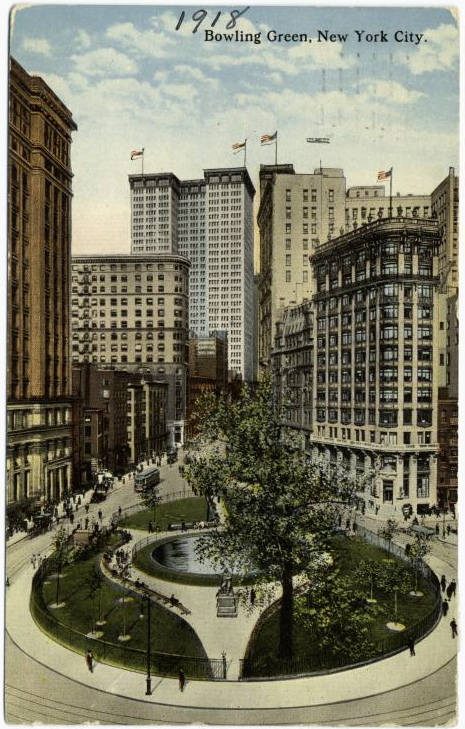
1918年的滚球绿地和宽街

独立战争后，乔治三世雕像基座的大理石板被用作约翰·史密斯少校（Major John Smith）的墓碑。史密斯生前隶属于苏格兰高地警卫团（Black Watch），于1783年去世。1804年，史密斯的墓被铲平，石板先后成为两座宅邸的台阶。1880年，石阶上的铭文被再度发现，石板随之被移往纽约历史学会。雕像基座今日存放在纽约市政厅内，位于约翰·特兰伯尔（John Trumbull）1790年绘制的华盛顿肖像后。威廉·皮特雕像仍由纽约历史学会保管。
1790年，面向绿地的要塞遗址被拆除。一部份从要塞上拆卸下的碎石被用于炮台公园的西拓工程。一座宏伟的政府大楼建在要塞旧址上。这座带有四柱式柱廊的建筑原定用作总统官邸，尔后却成为州长约翰·杰伊的住所。随着纽约州州府迁至奥尔巴尼，大楼改成短租公寓，最后变成海关大楼。1815年，原大楼被拆卸。绿地的周围环绕着典雅的联排建筑，其中绝大多数均为私人所有。部分建筑几易其手，见证了由共和派取代旧纽约保皇党的历史变迁。其中较为知名的是宽街（即百老汇街）1号的富商亚伯拉罕·肯尼迪大宅。这栋正面朝炮台广场（Battery Parade）的建筑拥有挑高56英尺（约17米）的山墙立面。罗伯特·利文斯通（Robert Livingstone）和约翰·史蒂芬斯（John Stephens）位于宽街5号和7号的联邦式住宅则直面绿地。
第二栋总统官邸——亚历山大·麦克姆大宅（Alexander Macomb Mansion）位于宽街39至41号，南向面对绿地。在迁都至费城之前，华盛顿总统于1790年2月23日至8月30日居住于此。随着拉法叶街、华盛顿广场公园和第五大道在19世纪中叶的开通，大量居民北迁。位于曼哈顿下城的住宅蜕变为运输事务所，这也导致绿地最终完全向公众开放。

### 近代
滚球绿地在二战后一度疏于管理，直至1970年代才由市政府出面进行修缮。1980年，公园及其四周的栅栏一同被列入国家史迹名录。目前公园是纽约市内人流量最大的公共区域之一。

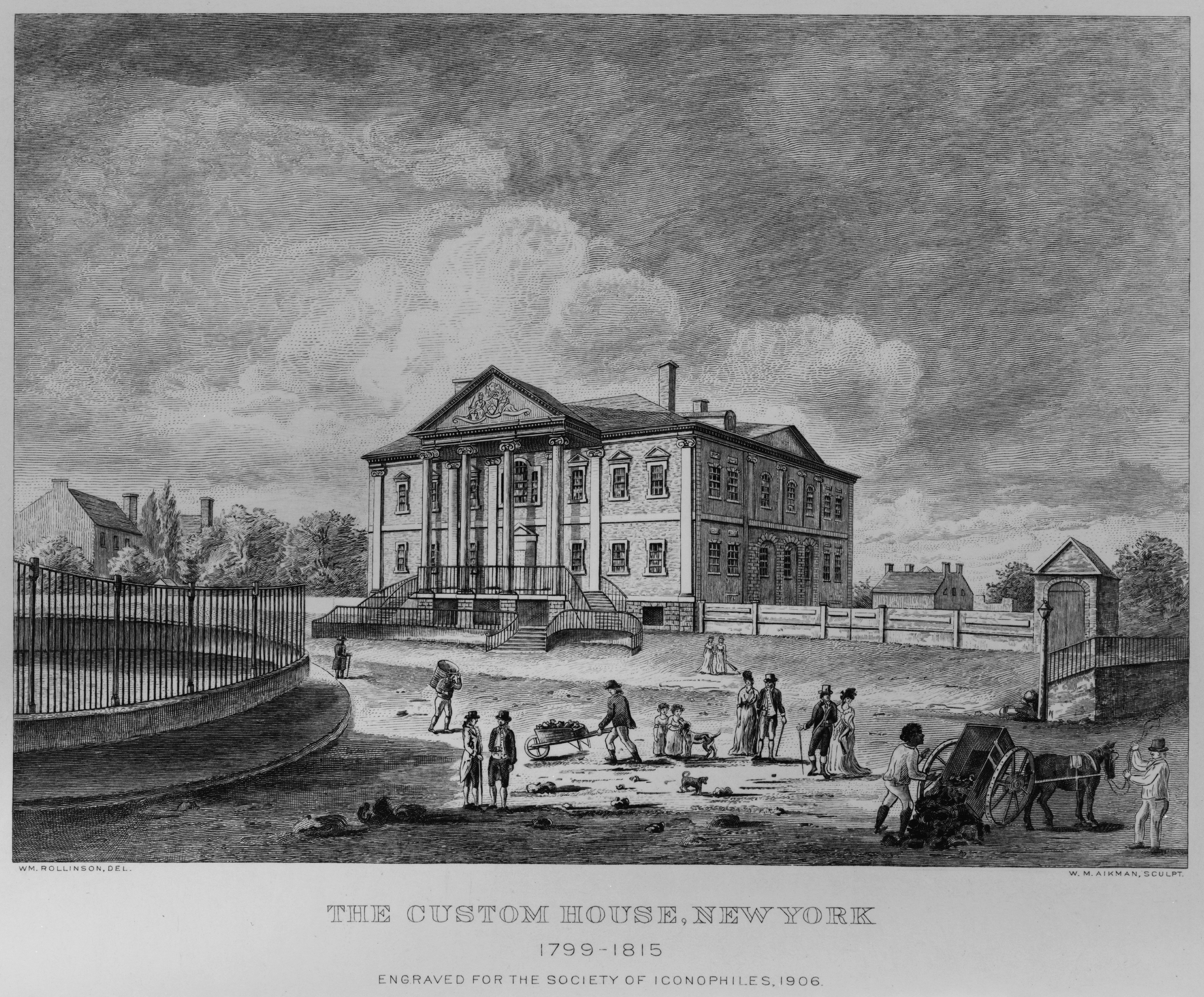
1799年至1815年间的纽约海关大楼，滚球绿地在图片左侧（围栏处）

1982年，纽约爱尔兰协会在绿地公园安放了一块铜牌纪念曼哈顿曾发生的一次重要宗教事件：美国长老宗的创始人，弗朗西斯·马克米牧师（Rev. Francis Makemie）在绿地附近的威廉·杰克逊（William Jackson）家中布道，以此挑战康布里侯爵（Lord Cornbury）的宗教敕令。马克米牧师后来被逮捕，并被指控“传播危险思想”罪，但最终被无罪释放。
1989年，公园北端迎来了著名雕塑——华尔街铜牛。这座由阿图罗·莫迪卡（Arturo Di Modica）设计的铜像最早放置在华尔街，但因为触犯法律而被警察没收。纽约市公园和娱乐管理局后来决定将雕像移到今天所在的位置。华尔街铜牛从此以后便成为纽约金融城最知名也最受欢迎的地标之一。
2009年6月，因为电影《魔法师的学徒》需要在绿地取景，园内的水池和喷泉进行了一次临时改造。拍摄期间，道具就存放在公园和临近的街上。
2012年，“占领华尔街运动”的参与者在活动第一天聚集在华尔街铜牛旁。

## 周边建筑
滚球绿地被许多地标性建筑环绕，以下列举其中知名的一些建筑物（顺时针顺序）：

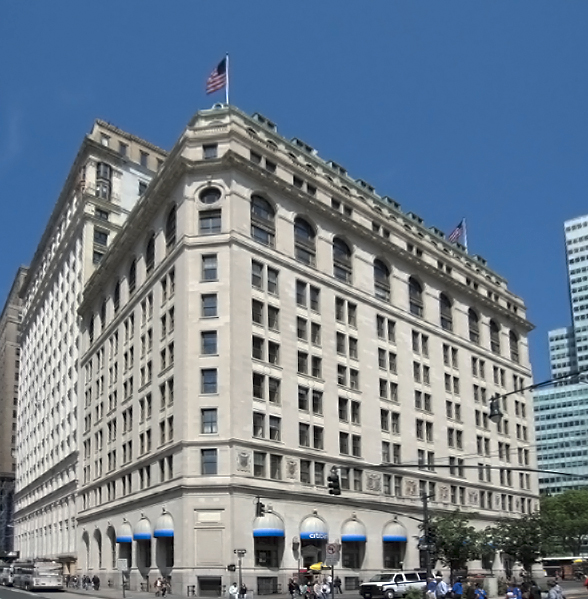
宽街1号，即国际航运大厦（摄于2010年5月）

- 亚历山大·汉密尔顿海关大楼（位于绿地正南）；
- 滚球绿地大楼（宽街11号），建于1895年至1898年间，奥德斯利（W. & G.Audsley）建筑设计事务所设计，曾为白星轮船公司（White Star Line）的办公楼；
- 丘纳德（Cunard）大楼（宽街25号），建于1921年，本杰明·莫里斯（Benjamin Wistar Morris）和卡雷尔和黑斯廷斯建筑师事务所联合设计；
- 美国-巴拿马太平洋航运公司大楼（宽街1号）；
- 宽街2号大楼，建于1959年至1960年间，由埃默里·罗斯（Emery Roth & Sons）建筑设计事务所设计，1999年由施欧姆（Skidmore, Owings & Merrill, SOM）建筑设计事务所重新设计外墙。宽街2号原为纽约商品交易所大楼，由乔治·波斯特（George B. Post）设计，建于1881年至1884年间。现有的大楼为全玻璃幕墙，被视为金融街建筑革新的先锋；
- 标准石油公司大楼（宽街26号），建于1922年，由卡雷尔和黑斯廷斯建筑师事务所和施兰布（Shreve, Lamb & Blake）建筑设计事务所联合设计。施兰布公司在纽约最为知名的作品是帝国大厦（建于1931年）。

## 雕塑
1989年，雕塑师阿图罗·莫迪卡（Arturo Di Modica）设计了一尊重7100磅（约3200公斤）、高达11英尺（约3.4米）、长达16英尺（约4.9米）的铜牛。这尊铜牛高抬尾部，貌似向前冲刺。雕像所表现的活力意在象征金融业的繁荣的乐观前景。每天，数以千计的游客前往绿地参观铜牛，令铜牛成为了纽约金融区和华尔街的最著名的象征物之一。
2017年，克里斯汀·瓦斯布尔（Kristen Visbal）设计的女权主义雕塑《无畏女孩》（Fearless Girl）被安放在绿地北端正对铜牛的位置上。

## 扩展阅读
- 纽约农产品交易所